# Митрошкина, Анастасия Григорьевна
Анастасия Григорьевна Митрошкина (12 декабря 1920, усул Бурлай, Качугский район, Иркутская область ― 2013, Иркутск) ― российский ономатолог, доктор филологических наук, профессор (1994). 

## Биография
Родилась 12 декабря 1920 года в улусе Бурлай Качугского района Иркутской области. В 1941 году Анастасия Митрошкина окончила среднюю школу с отличием и была принята без экзаменов на геологоразведочный факультет Иркутского горно-металлургического института.
Началась Великая Отечественная война и Анастасия Григорьевна перевелась на заочное отделение физико-математического факультета Иркутского государственного университета. Анастасия Григорьевна Митрошкина в 1942―1944 годах работала первым секретарём Селенгинского райкома ВЛКСМ, была инструктором Бурят-Монгольского обкома ВКП(б).
После окончания войны Анастасия Митрошкина стала студенткой бурятского отделения Иркутского государственного университета, который окончила в 1950 году, выполнив под руководством И. М. Манжигеева дипломную работу «Творческий путь Хоца Намсараева». Анастасия Григорьевна несколько лет работала преподавателем русского языка и литературы в школе, потом в техникуме города Ангарска Иркутской области.
В 1956 году поступила в аспирантуру Иркутского государственного университета, в 1961 году защитила кандидатскую диссертацию на тему «Говор качугских (верхоленских) бурят», в которой большой раздел был отдан именам собственным ― антропонимам, топонимам, генонимам, чему Анастасия Григорьевна Митрошкина и посвятила всю свою дальнейшую научную работу.
В 1969 году организовала ономастический кружок, члены этого кружка участвовали в региональных и всесоюзных научных конференциях, их работы публиковались в Иркутске, Улан-Удэ, Свердловске и Москве. А. Г. Митрошкиной были опубликованы работы: «Методика собирания ономастического материала в Западном и Восточном Прибайкалье» (Иркутск, 1971, 1977) и «Методика собирания ономастического материала в Восточно-Сибирском и Центрально-Азиатском регионах» (Иркутск, 1992), работы использовались не только специалистами России, но и зарубежными ономастами.
В 1989 году Анастасия Григорьевна защитила докторскую диссертацию на тему «Проблемы бурятской антропонимики». В 1994 году Митрошкиной А. Г. присвоено учёное звание ― профессор.
Является автором более 100 научных публикаций, среди них монографии «Бурятская антропонимия» (Новосибирск, 1987), «Личные имена бурят» (Иркутск, 1995, 2007), «Словарь бурятских личных имён. Опыт лингво-социально-локально-хронологического словаря. Часть 1» (Иркутск, 2008), в которых систематизирован, классифицирован колоссальный языковой материал, профессор Анастасия Григорьевна собирала этот материал всю жизнь.
Опубликованный в 2008 году Анастасией Григорьевной Митрошкиной «Словарь бурятских личных имён. Опыт лингво-социально-локально-хронологического словаря. Часть 1» ― это событие в лексикографии. Словарь уникален в том, что он содержит не только лингвистические, но и социальные, географические и хронологические сведения.
Профессор Митрошкина А. Г. подготовила целую плеяду учеников-исследователей: Л. В. Шулунова ― доктор филологических наук, Д. Д. Нимаев ― доктор исторических наук, Ж. Д. Маюрова ― кандидат филологических наук, В. И. Семенова ― кандидат филологических наук, Л. Б. Бадмаева ― кандидат филологических наук, И. Ламожапова ― кандидат филологических наук и др.
Скончалась Анастасия Григорьевна Митрошкина в 2013 году.

## Основные труды
- Бурятская антропонимия. ― Новосибирск: Наука, 1987. ― 222 с.

- Вопросы исследования бурятских антропонимических подсистем / А. Г. Митрошкина, В. В. Свинин, В. И. Семенова // Проблемы бурятской филологии и культуры: тез. докл. регион. науч.-практ. конф., посвящ. 50-летию бурят. филол. отд-ния ИГУ, 31 марта 1995 г. ― Иркутск, 1995. ― С. 33-34.

- К проблеме обучения бурятскому литературному языку учащихся Ольхонского района: составление словаря-приложения к учебникам / А. Г. Митрошкина, А. П. Федорова // Проблемы бурятской филологии и культуры: тез. докл. регион. науч.-практ. конф., посвящ. 50-летию бурят. филол. отд-ния ИГУ, 31 марта 1995 г. ― Иркутск, 1995. ― С. 14―16.

- К этимологии этнонима бурят // Проблемы бурятской филологии и культуры: тез. докл. регион. науч.-практ. конф., посвящ. 50-летию бурят. филол. отд-ния ИГУ, 31 марта 1995 г. ― Иркутск, 1995. ― С. 29-30.

- Личные имена бурят / Науч. ред. В.В. Свинин. ― Иркутск: ИГУ, 1995. ― 337 с.

- Этнотопонимы как памятники культуры и их использование в музеях под открытым небом / А. Г. Митрошкина, В. В. Свинин, В. И. Семенова // Проблемы развития музеев под открытым небом в современных условиях : тез. докл. и сообщ. Междунар. науч.-практ. конф. к 15-летию АЭМ "Тальцы". Иркутск, 29 июня-3 июля 1995 г. ― Иркутск, 1995. ― С. 162―163.

- The anthroponymic lexicon of the Buryat language (Антропонимический лексикон в бурятском языке): учеб. пособие / науч. ред. В. В. Свинин. ― Иркутск: Изд-во ИГУ, 1996. ― 16 с.

- Трансонимизация как словообразование: на материале монгольских языков // Банзаровские чтения-2: тез. и докл. Междунар. науч.-практ. конф., посвящ. 175-летию со дня рождения Доржи Банзарова. ― Улан-Удэ, 1997. ― С. 119-122.

- Состав и структура словаря личных имен бурят // Время в социальном, культурном и языковом измерении: Тез. Докл. Науч. конф. ― Иркутск: Иркут. ун-т, 2004. ― С. 150―151.

- Личные имена бурят / Науч. ред. В. В. Свинин. 2-е изд., испр. и доп. Иркутск: ИГУ, 2007. ― 363 с.

- Словарь бурятских личных имен: опыт лингво-социально-локально-хронологического словаря / А. Г. Митрошкина; ред.: В. И. Семенова, Ж. Д. Маюрова. ― Иркутск: Репроцентр А1, 2008-… Ч. 1. ― 2008. ― 383 с.

- Языковые особенности эхиритских и булагатских бурят. ― Иркутск: ИГУ, 2004. ― 72 с. (В соавт. с В. И. Семеновой).

- Бурят-монгольское отделение ― первенец бурятской филологии в Иркутском университете // Актуальные проблемы бурятской филологии и культуры: материалы регион. науч.-практ. конф., посвящ. 20-летию каф. бурят. филологии ИГУ. Иркутск, 23 апр. 2010 г. ― Иркутск, 2010. ― С. 11―17.

- Словарь бурятских личных имен / А. Г. Митрошкина; ред. В. И. Семенова; рец.: Л. Д. Шагдаров, Л. Б. Бадмаева ; Иркут. гос. ун-т, Фак. филологии и журн. - Иркутск: Изд-во Иркут. гос. ун-та, 2008-… Ч. 2: Буддийские имена. ― 2013. ― 111 с.